# Philippe Suriray
Philippe Suriray (né le 9 juin 1956 à Saint-Maur-des-Fossés) est un athlète français, spécialiste du lancer du marteau.

## Biographie
Philippe Suriray remporte cinq titres de champion de France du lancer du marteau, en 1977, 1978, 1980, 1981 et 1982.
Lors de la finale B de la Coupe d'Europe des nations disputée à Goeteborg en Suède, il prend la troisième place de sa discipline avec un essai de 64,48 m derrière les représentants de Roumanie et de la Hongrie.

### Palmarès
- Championnats de France d'athlétisme :
  - 5 fois vainqueur du lancer du marteau en 1977, 1978, 1980, 1981 et 1982.

### Records
| Épreuve           | Performance | Lieu | Date |
| ----------------- | ----------- | ---- | ---- |
| Lancer du marteau | 71,54 m     |      | 1978 |